# Luperçac
Luperçac (en francès Lupersat) és una comuna (municipi) de França, a la regió de la Nova Aquitània, departament de la Cruesa.
La seva població al cens de 1999 era de 354 habitants. Està integrada a la Communauté de communes Auzances-Bellegarde-en-Marche.

## Demografia
| 1968 | 1975 | 1982 | 1990 | 1999 |
| ---- | ---- | ---- | ---- | ---- |
| 505  | 413  | 401  | 375  | 354  |

## Administració
| Període | Identitat       | Partit |
| ------- | --------------- | ------ |
| 1971-   | Michel Moreigne | PS     |